# パトン橋

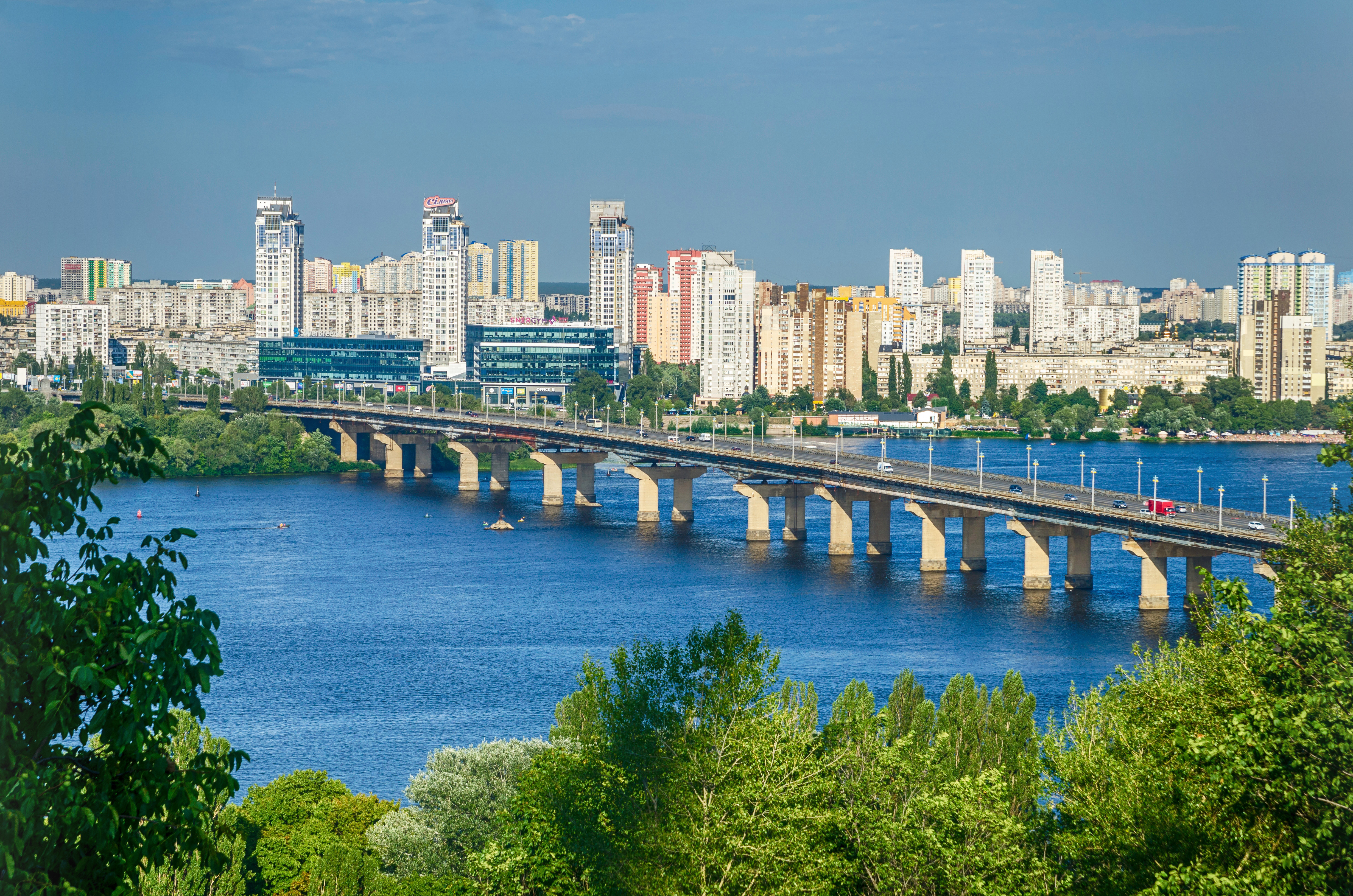
パトン橋と市の左岸地区の眺め

パトン橋（ウクライナ語: Міст Патона, ラテン文字転写: Mist Patona）は、ウクライナキーウのドニプロ川に架かる橋の一つであり、建設者であるエフゲニー・パトンにちなんで名付けられた。1941年から1953年の間に建設され、世界初の全溶接橋の一つであり、全長1543メートルでキーウ最長の橋でもある。1953年11月5日に開通した。この橋は、キーウ小環状道路の一部も構成している。

## 建設
技師エフゲニー・パトンは、橋の設計と建設に直接的な役割を果たした。彼は当初、従来の鉚接（びょうせつ）構造ではなく、全溶接構造という、当時としては世界的に見ても革新的なアイデアを提唱した。世界初の全溶接道路橋であるマウジツェ橋は1928年に開通したばかりであり、第二次世界大戦勃発前に完成した全溶接橋は数十例に過ぎず、このアイデアは土木工学においては比較的新しいものだった。パトンは設計者たちに、このアプローチが構造の信頼性を大幅に向上させると主張したが、当初、彼のアイデアは専門家の間で支持を得られなかった。最終的に、ウクライナ共産党の指導者ニキータ・フルシチョフが全事業を個人的に監督し、全溶接の彼のアイデアは支持され、橋の建設を開始する許可が下りた。最初のスパンの建設は1941年6月初旬に始まったが、大祖国戦争によって中断された。1943年11月6日に赤軍がキーウを再占領した後、撤退するドイツ軍が未完成の橋の既存部分をすべて爆破したため、橋の建設は事実上ゼロからやり直すことを余儀なくされた。しかし、橋の建設はキーウ解放10周年記念に間に合うように完了し、1953年11月5日に正式に開通した。完成した橋は、それぞれ長さ29メートルの264個の同一のブロックで構成され、総延長10668メートルの溶接継手で接合されている。全構造物の総重量は10000トンを超えると推定されている。橋に路面電車の線路が敷設されたことで、乗客はバスの負担を軽減しながら、キーウの左岸と右岸の間を路面電車で通勤できるようになった。

## 歴史
1953年の開通以来、橋は1968年まで大規模な追加や変更はなかった。同年のある時期に、歩行者と自動車の交通を分離するために2つのガードレールが設置された。当時、この特定のアプローチはソビエト連邦全体で初めて採用されたものだった。1976年には、橋がどれだけの圧力に耐えられるかを確認するための強度試験が実施された。当初、橋は1日あたり10,000台の車両を処理するように設計されていた。しかし、試験の結果、橋は推定で1日あたり70,000台の車両に耐えられることが明らかになった。1995年、橋はアメリカ溶接協会によって最もユニークな全溶接構造物として認められた。2004年には、橋は大規模な改修工事を受けた。その準備として、同年6月9日に、ラッシュアワー時に橋とその周辺を麻痺させていた渋滞を緩和するために車線数を増やすことを優先し、橋の路面電車の運行が停止され、線路が撤去された。橋は7車線に分割された。3車線は両方向用、中央の1車線は可変車線として使用された。可変車線の追加は、特に正面衝突による交通事故の増加にもつながった。2008年2月1日からは、交通サービス局の主導により、橋に追加の照明が設置された。2009年と2010年の夏には、橋はいくつかの大規模な修理を受けた。

## 将来の改良
専門家によると、橋の現在の状態は現代の設計要件を反映しておらず、スパン、防水、溶接継手、照明柱、ガードレール、そして基礎自体を含む大規模な改修が必要である。可変車線を犠牲にして各方向4車線に拡張することで、1日の平均交通量はほぼ60%増加する。さらに、2007年以来北部橋で使用されているオンタリオ・トールウォールと同様のコンクリート製中央分離帯を使用するというコンセプトは、特に正面衝突による交通事故を大幅に削減するだろう。2010年11月現在、この次の大規模な改修には推定7億1400万フリヴニャの費用がかかると見積もられている。再建は2011年に開始され、最大27か月かかると推定されている。